# Tanja Poutiainen
Tanja Poutiainen, née le 6 avril 1980 à Rovaniemi, est une skieuse alpine finlandaise. Spécialiste des épreuves techniques, elle remporte la Coupe du monde de slalom 2005 et de slalom géant en 2005 et 2009. Elle est la seule skieuse finlandaise à avoir remporté une Coupe du monde de ski alpin.

## Carrière
Au cours de sa carrière, elle obtient une médaille d'argent en slalom géant lors des Jeux olympiques de 2006 à Turin, quatre médailles aux championnats du monde dont deux en argent en 2005 à Bormio et deux en bronze en 2009 à Val d'Isère dans les disciplines de slalom et slalom géant, enfin en coupe du monde elle se classe à deux reprises en cinquième position du classement général et y remporte trois petits globes de cristal dont un en slalom (en 2005) et deux en slalom géant (en 2005 et 2009). Elle compte ainsi en Coupe du monde trente-neuf podiums dont dix victoires. Auparavant, elle a remporté le titre de championne du monde junior de slalom en 1997.
Elle est donc la skieuse alpine la plus performante de l'histoire en Finlande, étant la seule à avoir obtenu une médaille olympique et aux mondiaux (seul Kalle Palander en 1999 a réussi cette dernière performance chez les hommes) et est devenue la première et seule Finlandaise à monter sur un podium en Coupe du monde en 2001 et y avoir obtenu une victoire (dix entre 2004 et 2010, là également seul Palander est parvenu à ces performances chez les hommes).
Poutiainen vit à Saint-Gall en Suisse, elle est l'une des sportives les plus populaires de la nation finlandaise, étant élue à trois reprises personnalité sportive finlandaise de l'année en 2004, 2005 et 2006.
En mars 2014, Poutiainen annonce la fin de sa carrière sportive.

## Palmarès

### Jeux olympiques d'hiver
| Épreuve / Édition | Nagano 1998 | Salt Lake City 2002 | Turin 2006 | Vancouver 2010 | Sotchi 2014 |
| Slalom géant      | 26e         | 11e                 | Argent     | 13e            | 14e         |
| Slalom            | 18e         | Abandon             | 6e         | 6e             | 12e         |

### Championnats du monde
| Épreuve / Édition | Sestrières 1997 | Vail 1999 | Sankt Anton 2001 | Saint-Moritz 2003 | Bormio 2005 | Åre 2007 | Val d'Isère 2009 | Garmisch 2011 | Schladming 2013 |
| Slalom géant      | Abandon         | 14e       | 13e              | 23e               | Argent      | 14e      | Bronze           | 13e           | 15e             |
| Slalom            | 17e             | 24e       | Abandon          | 10e               | Argent      | 14e      | Bronze           | 6e            | 4e              |

### Coupe du monde
- Meilleur classement général : 5e en 2005 et 2009.
- Vainqueur du classement de slalom en 2005.
- Vainqueur du classement de slalom géant en 2005 et 2009.
- 48 podiums dont 11 victoires.

#### Différents classements en Coupe du monde
| Saison / Épreuve | Saison / Épreuve | Général | Général | Descente | Descente | Super G | Super G | Slalom géant | Slalom géant | Slalom | Slalom | Combiné | Combiné |
| ---------------- | ---------------- | ------- | ------- | -------- | -------- | ------- | ------- | ------------ | ------------ | ------ | ------ | ------- | ------- |
| Saison / Épreuve | Saison / Épreuve | Class.  | Points  | Class.   | Points   | Class.  | Points  | Class.       | Points       | Class. | Points | Class.  | Points  |
| 1998             | 1998             | 73e     | 45      | -        | -        | -       | -       | 28e          | 41           | 50e    | 4      | -       | -       |
| 1999             | 1999             | 95e     | 17      | -        | -        | -       | -       | 41e          | 17           | -      | -      | -       | -       |
| 2001             | 2001             | 20e     | 342     | -        | -        | -       | -       | 12e          | 147          | 12e    | 195    | -       | -       |
| 2002             | 2002             | 12e     | 520     | -        | -        | -       | -       | 10e          | 219          | 7e     | 301    | -       | -       |
| 2003             | 2003             | 11e     | 551     | -        | -        | -       | -       | 14e          | 184          | 3e     | 367    | -       | -       |
| 2004             | 2004             | 9e      | 669     | -        | -        | -       | -       | 5e           | 279          | 4e     | 390    | -       | -       |
| 2005             | 2005             | 5e      | 1039    | -        | -        | 48e     | 8       | 1re          | 461          | 1re    | 570    | -       | -       |
| 2006             | 2006             | 12e     | 592     | -        | -        | -       | -       | 8e           | 260          | 5e     | 320    | 26e     | 12      |
| 2007             | 2007             | 7e      | 783     | -        | -        | -       | -       | 2e           | 419          | 6e     | 332    | 22e     | 32      |
| 2008             | 2008             | 8e      | 781     | -        | -        | -       | -       | 4e           | 297          | 4e     | 484    | -       | -       |
| 2009             | 2009             | 5e      | 914     | -        | -        | -       | -       | 1re          | 508          | 4e     | 406    | -       | -       |
| 2010             | 2010             | 11e     | 465     | -        | -        | -       | -       | 5e           | 263          | 9e     | 202    | -       | -       |
| 2011             | 2011             | 7e      | 751     | -        | -        | -       | -       | 3e           | 240          | 2e     | 511    | -       | -       |
| 2012             | 2012             | 13e     | 477     | -        | -        | -       | -       | 13e          | 143          | 6e     | 334    | -       | -       |
| 2013             | 2013             | 13e     | 460     | -        | -        | -       | -       | 22e          | 106          | 5e     | 354    | -       | -       |
| 2014             | 2014             | 54e     | 111     | -        | -        | -       | -       | 23e          | 63           | 26e    | 48     | -       | -       |

#### Détail des victoires
| Édition / Épreuve | Slalom géant             | Slalom                  | Total |
| 2004              | –                        | Levi                    | 1     |
| 2005              | Aspen                    | Aspen Altenmarkt Zagreb | 4     |
| 2007              | Zwiesel                  | –                       | 1     |
| 2008              | –                        | Zagreb                  | 1     |
| 2009              | La Molina                | –                       | 1     |
| 2010              | Sölden Cortina d'Ampezzo | –                       | 2     |
| 2011              | –                        | Flachau                 | 1     |
| Total             | 5                        | 6                       | 11    |

### Championnats du monde junior
- 1997 :
  -  Médaille d'or en slalom.
  -  Médaille de bronze en super G.
- 1999 :
  -  Médaille de bronze en géant.

### Coupe d'Europe
- 12 podiums, dont 5 victoires (3 en slalom géant et 2 en slalom).

### Championnats de Finlande
- 21 titres :
  - 10 titres en slalom géant : 1996, 2001, 2003, 2004, 2005, 2006, 2007, 2008, 2009 et 2010.
  - 9 titres en slalom : 1998, 1999, 2001, 2003, 2004, 2005, 2007, 2008 et 2009.
  - 2 titres en super G : 1996 et 2009.